# Achille Chazaud
Pour les articles homonymes, voir Chazaud.
Pierre Achille Jules Chazaud est un homme politique français, né le 1er juillet 1808 à Poitiers, et, mort le 3 avril 1887 à Blois.
Petit fils de Jean-François Simon Chazaud, il est receveur général à Poitiers pendant 37 ans. Il est député de la Vienne de 1849 à 1851, siégeant au centre-droit.

## Sources
- « Achille Chazaud », dans Adolphe Robert et Gaston Cougny, Dictionnaire des parlementaires français, Edgar Bourloton, 1889-1891 [détail de l’édition]